# پایگاه هوایی سوتو کانو
پایگاه هوایی سوتو کانو (به انگلیسی: Soto Cano Air Base) یک فرودگاه نظامی با کد یاتا XPL است که یک باند فرود آسفالت دارد و طول باند آن ۲۴۴۱ متر است. این فرودگاه در کشور هندوراس قرار دارد و در ارتفاع ۶۲۸ متری از سطح دریا واقع شده است.